# Overton (Pennsylvania)
Overton  è una township degli Stati Uniti d'America, nella contea di Bradford nello Stato della Pennsylvania. Secondo il censimento del 2000 la popolazione è di 187 abitanti.

## Società

### Evoluzione demografica
La composizione etnica vede una maggioranza di quella bianca (98.40%), rispetto ai nativi americani (1,60%) dati del 2000.
| township di Overton Popolazione |     |
| 2000                            | 187 |
| Stima al 2009                   | 183 |